# Chactas alarconi
Espèce
Chactas alarconi est une espèce de scorpions de la famille des Chactidae.

## Distribution
Cette espèce est endémique de l'État de Mérida au Venezuela. Elle se rencontre vers Rangel.

## Étymologie
Cette espèce est nommée en l'honneur de Rigoberto Alarcón.

## Publication originale
- González-Sponga, 2003 : Arácnidos de Venezuela. Dos nuevas especies del género Chactas (Scorpionida: Chactidae). Aula y Ambiente, vol. 3, no 6, p. 21-30.